# Jack Givens
Pour les articles homonymes, voir Givens.
Jack Givens, né le 21 septembre 1956 à Lexington, dans le Kentucky, est un ancien joueur américain de basket-ball. Il évoluait aux postes d'arrière et d'ailier. Il est devenu consultant à la télévision à l'issue de sa carrière de joueur.

## Palmarès
- Champion NCAA en 1978 avec les Wildcats du Kentucky.
- Most Outstanding Player du Final Four en 1978.